# 法罗宫
43°17′42″N 5°21′32″E / 43.29499636371995°N 5.358989238739014°E

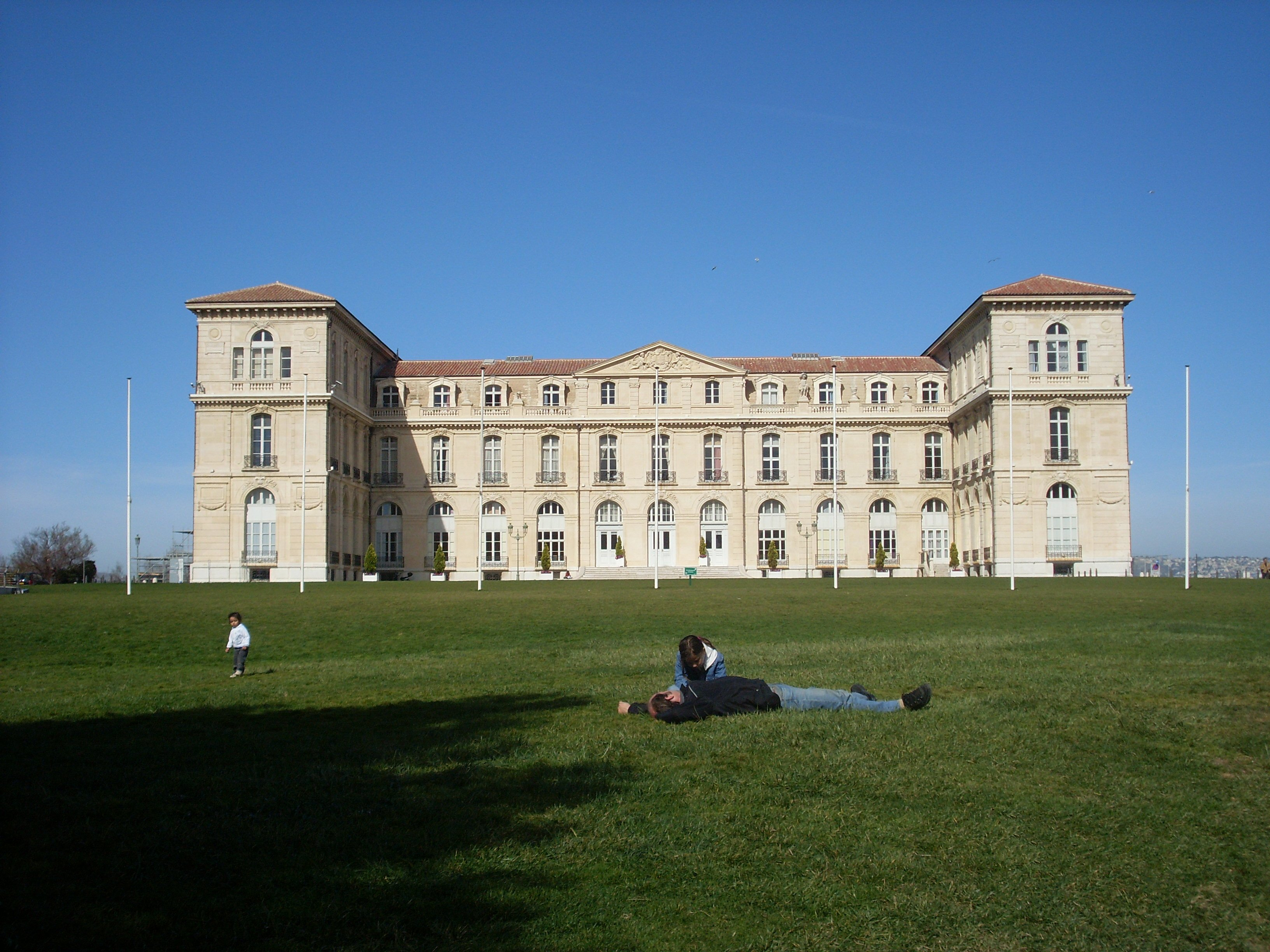
法罗宫

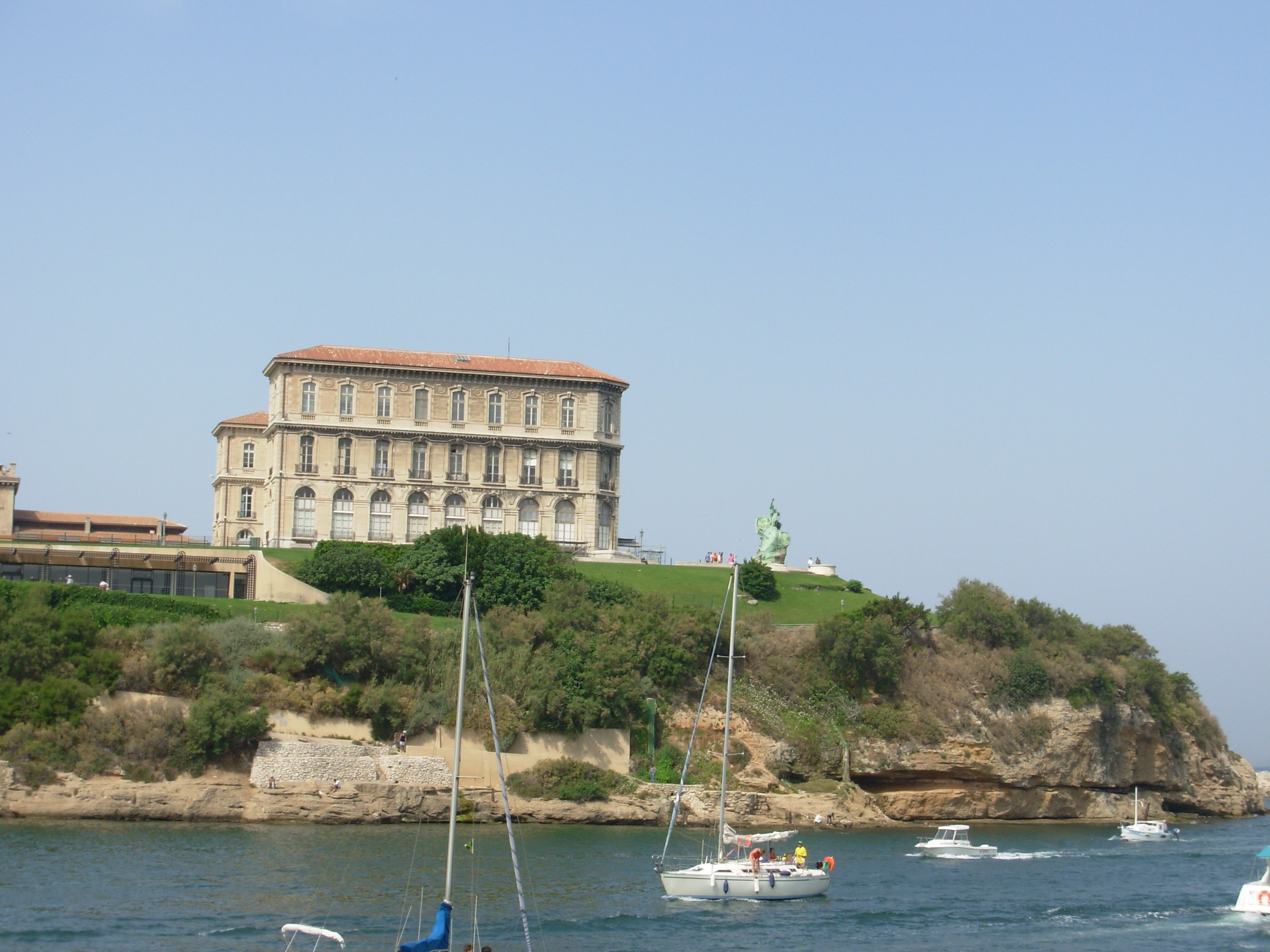
法罗宫

法罗宫（Palais du Pharo）位于法国马赛西海岸，俯瞰马赛老港和新港全景。
法罗宫为拿破仑三世和皇后所建，供他们来马赛时居住。1855年马赛市提供土地，建筑师是沃谢和勒菲埃尔。1884年改为医院，安置霍乱病人。1893年设立狂犬病研究所。1905年创立热带病研究所。马赛医学院设此。